# Psalydolytta fuscicornis
Psalydolytta fuscicornis es una especie de coleóptero de la familia Meloidae.

## Distribución geográfica
Habita en Camerún y en Eritrea.